# Rakovčík
Rakovčík este o comună slovacă, aflată în districtul Svidník din regiunea Prešov. Localitatea se află la altitudinea de 222 m deasupra n.m., se întinde pe o suprafață de 4,67 km2 și în 2017 număra 170 de locuitori.

## Istoric
Localitatea Rakovčík este atestată documentar din 1572.

## Demografie
| An:                | 1994 | 2004   | 2014   | 2024    |
| ------------------ | ---- | ------ | ------ | ------- |
| Număr de persoane: | 179  | 165    | 171    | 139     |
| Diferență:         |      | −7,82% | +3,63% | −18,71% |

| An:                | 2023 | 2024   |
| ------------------ | ---- | ------ |
| Număr de persoane: | 141  | 139    |
| Diferență:         |      | −1,41% |